# Государственный кредит

## Управление государственным кредитом
Управление государственным кредитом, связанное с обеспечением его деятельности в качестве заёмщика, кредитора и гаранта, является одним из направлений финансовой политики государства. Совокупность действий государства по управлению государственным кредитом включает:
- Обслуживание и погашение государственного долга;
- Выпуск и размещение новых облигационных займов:
- Поддержание вторичного рынка долговых обязательств;
- Регулирование рынка государственного кредита;
- Выработка порядка, условий и форм предоставления государством кредитов.

Основными органами государственной власти, осуществляющими управление государственным кредитом, являются Министерство финансов, Центральный банк.
Целями управления государственным кредитом являются достижение экономических, социальных и политических целей, которые определяются современным состоянием социально-экономического развития страны, тенденциями и перспективами её развития.